# Gestalgar
Gestalgar, en castillan et officiellement (Xestalgar en valencien), est une commune d'Espagne de la province de Valence dans la Communauté valencienne. Elle est située dans la comarque de Los Serranos et dans la zone à prédominance linguistique castillane.

## Géographie

Localisation de Gestalgar
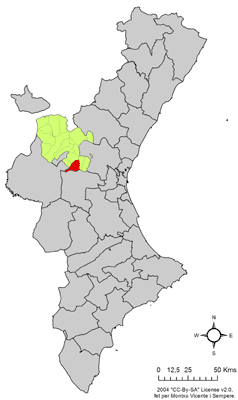
dans la Communauté valencienne.
dans la comarque de Los Serranos.

### Localités limitrophes
Le territoire communal de Gestalgar est voisin de celui des communes suivantes :
Chulilla, Bugarra, Pedralba, Cheste, Sot de Chera, Chiva, Siete Aguas et Chera, toutes situées dans la province de Valence.

## Démographie
| 1990 | 1992 | 1994 | 1996 | 1998 | 2000 | 2002 | 2004 | 2005 | 2007 |
| ---- | ---- | ---- | ---- | ---- | ---- | ---- | ---- | ---- | ---- |
| 627  | 612  | 677  | 661  | 660  | 738  | 664  | 714  | 699  | 761  |

### Sources
- (es) Cet article est partiellement ou en totalité issu de l’article de Wikipédia en espagnol intitulé « Gestalgar » (voir la liste des auteurs).